# Novi Travnik (kommun)
Kommunen Novi Travnik (bosniska: Općina Novi Travnik, kyrillisk skrift: Општина Нови Травник) är en kommun i kantonen Centrala Bosnien i centrala Bosnien och Hercegovina. Kommunen hade 23 832 invånare vid folkräkningen år 2013, på en yta av 242,47 km².
Av kommunens befolkning är 50,63 % bosniaker, 46,16 % kroater, 1,54 % serber och 0,39 % bosnier (2013).